# 性的力学
人類性行為的力學（mechanics of human sexuality）或性的力學（mechanics of sex），更正式的名稱為人类性行为的生物力学（biomechanics of human sexuality），是研究人类性行为有關的力學。研究主題包括阴道組織強度的生物力学研究以及男性勃起的生物力學。一些特別環境下性行為的力學，例如外太空零重力下的性行為也是研究主題之一。
研究人員曾經研究過在插入式性行為中的男性及女性生殖器官，在1992年時曾使用医学超声检查，1999年則是用核磁共振成像，描繪性行為時生殖器官的解剖構造，而且有圖像描述男性及女性生殖器官配合的情形。在利用核磁共振成像的研究中，研究者讓接受研究的人員在核磁共振成像機器裡面性交。核磁共振成像的影像中，陰莖的形狀類似迴力鏢，其中陰莖根的長度佔三分之一，而陰道壁緊貼著陰莖。此外，性交的核磁共振成像也指出性交時陰莖和陰道的運動，會刺激陰蒂內部的組織。這些研究指出陰蒂的重要性，並且認為稱為「G点」的組織可能真的存在，因為當女性感受到性刺激，進行陰道插入式性行為時，高度神經支配的陰蒂會緊密地拉到陰道的前壁。

## 延伸閱讀
- Bondil, P; Costa, P; Daures, JP; Louis, JF; Navratil, H. . European Urology. 1992, 21 (4): 284–6. PMID 1459150.
- Traxer, Olivier; Haab, François; Anidjar, Maurice; Gattegno, Bernard; Cussenot, Olivier; Thibault, Philippe.  [Comparison of biomechanical properties of the vaginal fixation in bladder neck suspensions according to the Burch technique and a percutaneous technique] (PDF). Progrès en Urologie. 1999, 9 (4): 727–30  [2017-04-17]. PMID 10555228. （原始内容 (PDF)存档于2013-06-03） （法语）.